# Slavko Goluža
Slavko Goluža (17 settembre 1971) è un ex pallamanista e allenatore di pallamano croato.

## Carriera
Ha vinto due medaglie d'oro olimpica nella pallamano con la nazionale maschile croata, in particolare trionfando alle Olimpiadi di Atlanta 1996 e alle Olimpiadi di Atene 2004.
Inoltre ha vinto una medaglia d'oro (2003) e due medaglie d'argento (1995 e 2005) ai campionati mondiali, una medaglia di bronzo (1994) ai campionati europei e una medaglia d'oro (2001) ai giochi del Mediterraneo.